# Lovette
Lovette (Indiana; 27 de enero de 1973) es una actriz pornográfica estadounidense de grandes senos.
Ella entró a la industria porno en 1995 y es muy popular desde entonces. Es famosa por sus enormes senos, además de sus fuertes escenas de sexo anal y doble penetración. Es miembro de Porn hall of fame. Ganó el premio AVN por mejor escena de sexo anal en 1995, mejor trayectoria de actriz principiante después de Jenna Jameson, Big Bust entertainer en el año de 2002 a 2004.
A partir de 2003, Lovette no aparece regularmente en películas pornográficas; sin embargo, es una personalidad en proyectos de soft y hardcore en su página oficial. Trabaja en el adult club circuit, actuando como una bailarina erótica. Sigue siendo una prominente figura en la comunidad pornográfica de Internet y algunas de sus más viejas fotografías y películas permanecen en distribución frecuente. En 2001 empezó en "Big boob bukkake", donde 50 hombres se masturbaron en su cara, senos y en su cabello después que llevaran al área de producción una jaula. Es, probablemente, su película pornográfica más extrema.

## Premios
- 1995 Premios AVN, mejor escena anal.